# جيمس إتش ويلسون
جيمس إتش ويلسون (بالإنجليزية: James H. Wilson)‏ هو ضابط ومهندس أمريكي، ولد في 2 سبتمبر 1837 في شاونيتاون في الولايات المتحدة، وتوفي في 23 فبراير 1925 في ويلمنغتون في الولايات المتحدة.

## وصلات خارجية
- جيمس إتش ويلسون على موقع الموسوعة البريطانية (الإنجليزية)